# Salut 2
Salut 2 (ros. Салют 2) – druga radziecka stacja kosmiczna wprowadzona na okołoziemską orbitę, pierwsza w ramach programu Ałmaz.

## Budowa stacji
Mimo że nazywała się tak samo jak pierwsza zbudowana przez Wasilija Miszyna, całkowicie się od niej różniła. Konstruktorem był Władimir Czełomiej, rywal Miszyna. Nazywana była także Ałmaz 1 (Diament). Powstała wyłącznie do celów wojskowych. Posiadała duży teleskop, zajmujący całą wysokość kabiny. Kosmonauci mieli obserwować cele przez wizjer optyczny - poruszający się tak, aby skompensować względny ruch powierzchni Ziemi. Zadaniem załogi miało być robienie zdjęć, wywoływanie i przekazywanie na Ziemię za pośrednictwem telewizji. Mogli także wywołane filmy wysyłać w odzyskiwalnej kapsule. W przedziale załogi były iluminatory, przedział do spania, stół i wygodny fotel. Planowano początkowo wyposażyć stację w szybkostrzelne działko przeciwlotnicze. Bojąc się ewentualnych amerykańskich ataków kosmicznych, zrezygnowano z tego pomysłu.

## Przebieg misji
Stacja Salut 2 została wystrzelona z kosmodromu Bajkonur rakietą Proton K 3 kwietnia 1973 roku o 09:00 GMT. Została wprowadzona na niską orbitę o początkowych parametrach: perygeum 215 km, apogeum 260 km, nachylenie orbity 51,6°, okres orbitalny 89,0 min. W rzeczywistości nikomu nie było dane korzystać z tej bazy i jej wyposażenia. Silnik manewrowy bazy wybuchł przed przybyciem pierwszej załogi, dziurawiąc kadłub stacji i zaśmiecając otoczenie.
W dniu 29 kwietnia 1973 roku, posługując się korekcyjnymi silnikami rakietowymi skierowano stację w dolne warstwy atmosfery, gdzie uległa zniszczeniu.

## Wersja oficjalna
Był to tylko eksperyment technologiczny, gdyż do bazy ani w jej pobliże nie wysłano żadnych kosmonautów. Pracowała tylko w systemie automatycznym, a celem eksperymentów było sprawdzenie unowocześnionej konstrukcji stacji, systemów pokładowych i aparatury. 